# Bundesinteressenvertretung für alte und pflegebetroffene Menschen
Die Bundesinteressenvertretung für alte und pflegebetroffene Menschen (BIVA) e. V. (früher: Bundesinteressenvertretung der Nutzerinnen und Nutzer von Wohn- und Betreuungsangeboten im Alter und bei Behinderung) ist ein unabhängiger Selbsthilfeverband, der sich seit 1974 für die Stärkung der Rechte der Bewohner aller Heimarten und Wohnformen einsetzt. Sie ist bis heute die einzige bundesweite Interessenvertretung für Bewohner von Altenwohn-, Behinderten-, Pflegeeinrichtungen und Nutzer von ambulanten Pflegeangeboten sowie für deren Angehörige. Sie ist politisch und konfessionell unabhängig und finanziert sich durch Mitgliedsbeiträge, Spenden und durch öffentliche Förderprojekte.
Die BIVA ist einer der 56 qualifizierten Verbraucherverbände in Deutschland, die eine Musterfeststellungsklage oder Abhilfeklage durchführen dürfen.

## Geschichte
Am 2. Oktober 1974 gründeten in Bad Soden am Taunus elf Bewohner verschiedener Heime die „Interessengemeinschaft der darlehensgebenden Bewohner von Altenstiften, Altenwohnheimen und gleichartigen Einrichtungen e. V.“ (IG) mit Sitz in Bonn-Bad Godesberg. Sie wurde am 8. Mai 1975 in das Vereinsregister Bonn (VR 3939) eingetragen. Anlass für die Gründung war die als mangelhaft angesehene rechtliche Absicherung vor allem der darlehensgebenden Heimbewohner, die damals bei Zahlungsunfähigkeit des Heimträgers Gefahr liefen, ihre Ersparnisse zu verlieren.
In den darauf folgenden Jahren weitete der Verein seine Tätigkeit auf die Vertretung aller Bewohner von Alten- und Behindertenwohnheimen und auf die Nutzer von ambulanten Betreuungsangeboten aus.

## Aufgaben und Ziele
Hauptziel der BIVA ist die Sicherung der Lebensqualität in allen Heimarten und Wohnformen. Dazu zählt sie Privatheit, Achtung der Würde der älteren Menschen, Selbstbestimmung und Selbstverwirklichung, Wahrung der körperlichen Integrität, Freiheit der Wahl der Leistungsangebote und Rechtssicherheit. Als Verbraucherschutzorganisation ist die BIVA in die Liste der beim Bundestag registrierten Verbände eingetragen. Seit Dezember 2016 ist sie eine qualifizierte Einrichtung gemäß § 4 des Unterlassungsklagengesetzes (UKlaG)
Die Kernaufgaben des gemeinnützigen Vereins sind:
Beratung
Die BIVA betreibt neutrale Verbraucherberatung und -information zu Wohn- und Betreuungsangeboten im Alter. Sie leistet Rechtsberatung, die sowohl die sozialrechtlichen als auch die ordnungsrechtlichen und die zivilrechtlichen Bereiche des Heimrechts umfasst (Landesheimgesetz, Elftes Buch Sozialgesetzbuch und Zwölftes Buch Sozialgesetzbuch, Wohn- und Betreuungsvertragsgesetz (WBVG)).
Schulung
Zudem setzt sich die BIVA für eine Einbindung der Bewohner und Nutzer von Betreuungseinrichtungen und Wohnheimen in Entscheidungen der Heimträger ein. Mit dem Ziel, die Mitwirkung in stationären Einrichtungen zu stärken, schulen Juristen im Auftrag der BIVA die nach dem jeweiligen Landesheimgesetz vorgesehenen Heimbeiräte zu ihren Aufgaben, Rechten und Pflichten.
Aufklärung und Information
Die BIVA informiert rund um die Themenfelder Wohnen und Pflege im Alter. Auf der Webseite biva.de findet sich ein umfangreiches kostenfreies Online-Archiv an Broschüren, Merkblättern, Urteilen, einschlägigen Gesetzen und Artikeln zu diesen Themen.
Politische Lobbyarbeit
Die BIVA hat bis heute bei vielen Gesetzen mitgewirkt, die Politik beraten und dabei die Position der Betroffenen vertreten. Anlass für die Gründung im Jahr 1974 war der damals fehlende Rechtsschutz vor allem der darlehensgebenden Heimbewohner, die bei Zahlungsunfähigkeit des Heimträgers Gefahr liefen, ihre letzten Ersparnisse zu verlieren. Bei den Rechtsverordnungen zum ersten Heimgesetz vertrat die damalige BIVA schon die Anliegen ihrer Mitglieder und ist bis heute an den meisten Novellierungen in der Heimgesetzgebung von Bund und Ländern beteiligt.
Projekte
Ein wichtiges Einzelprojekt war im Jahr 2009 das Online-Portal „Heimverzeichnis“. Die BIVA hat seit ihrer Gründung zahlreiche öffentliche Förderprojekte auf Landes- und Bundesebene durchgeführt. In Zusammenarbeit mit dem Institut für Soziale Infrastruktur (ISIS) und unterstützt vom Bundesministerium für Ernährung, Landwirtschaft und Verbraucherschutz etablierte die BIVA ein Verzeichnis aller Altenheime in Deutschland mit Informationen zu Leistungen und Lebensqualität. Die Kriterien zur Erfassung von Lebensqualität und die ihnen zuzuordnenden Indikatoren wurden in Anlehnung an Standards der WHO und der „Charta der Rechte der hilfe- und pflegebedürftigen Menschen“ sowie unter Berücksichtigung weiterer Forschungen zusammengestellt und gliedern sich in die Bereiche Teilhabe, Autonomie und Menschenwürde. Das Siegel „Grüner Haken©“ wurde bis zum Jahr 2012 von der BIVA verliehen, solange das Projekt vom Bundesministerium für Ernährung, Landwirtschaft und Verbraucherschutz finanziell gefördert wurde. Seit Mai 2012 steht das Heimverzeichnis als gemeinnützige GmbH rechtlich und wirtschaftlich auf eigenen Füßen. Die BIVA ist Gesellschafterin der Heimverzeichnis gGmbH, hat aber auf die Qualität der Daten und die Zertifizierung mit dem „Grünen Haken“ keinen Einfluss mehr.
Einen anderen Ansatz verfolgt das Internet-Portal Pflegegüte.de, das von der Stiftung Stark im Alter gefördert wird. Dahinter steckt das Bemühen, den Pflegesektor transparenter zu machen. Zu diesem Zweck werden große Datenmengen rund um den Wirtschaftsbereich Altenpflege und Pflegequalität gesammelt und übersichtlich dargestellt, von den Prüfergebnissen des Medizinischen Dienstes der Krankenversicherung (MDK) bis hin zu Presseartikeln zu einzelnen stationären Einrichtungen oder Pflegediensten.
Fachtagungen
Die BVA führt regelmäßig Fachtagungen zu seniorenpolitischen Themen durch:
| 1998 | Möglichkeiten zur Verbesserung der Interessenvertretung der Heimbewohner                                             |
| 1999 | Selbsthilfe der Altenheimbewohner – Auslaufmodell oder Modell der Zukunft?                                           |
| 2001 | Das neue Heimgesetz – Neue Aufgaben und Herausforderungen für den Heimbeirat                                         |
| 2004 | 30 Jahre Heimgesetz, 30 Jahre Qualitätsdiskussion – Wohin steuert die stationäre Altenhilfe?                         |
| 2005 | Betreutes Wohnen im Alter – Wunschtraum oder Alptraum?                                                               |
| 2006 | Angehörige in der stationären Betreuung – Last oder Entlastung für die Pflegenden und Gepflegten?                    |
| 2007 | Heimrecht in der Hoheit der Länder – Segen oder Fluch für die stationäre Altenpflege?                                |
| 2008 | Lebensqualität und Leistungstransparenz im Heim – Utopie oder Wirklichkeit?                                          |
| 2009 | Einheit und Vielfalt – die Weiterentwicklung des Heimrechts zur Sicherung der Lebensqualität im Alter                |
| 2010 | Das Wohn- und Betreuungsvertragsgesetz – Rechtlicher Rahmen zum Schutz der Verbraucherrechte                         |
| 2011 | Die Rechte der Verbraucherinnen und Verbraucher nach dem WBVG – Unterstützungsmöglichkeiten bei der Umsetzung        |
| 2012 | „Die Charta der Rechte hilfe- und pflegebedürftiger Menschen“ – Qualitätsmaßstäbe und ihre Umsetzung in der Praxis – |
| 2013 | Vom „Bewohner“ zum „Verbraucher“ – 3 Jahre Erfahrung mit dem WBVG                                                    |
| 2013 | „Gewalt erkannt – Gewalt gebannt“ – Wege aus kritischen Situationen in der Pflege                                    |
| 2014 | Herausforderungen an die Pflegeberatung im Lichte des neuen Pflegestärkungsgesetzes (PSG)                            |
| 2015 | „Was kommt nach den Pflegenoten? Nutzerorientierte Qualitätsinformationen in der Stationären Pflege“                 |
| 2016 | „Das neue Hospiz- und Palliativ-Gesetz – Würdevolles Sterben im Zwiespalt der Versorgungsformen“                     |
| 2017 | „Mitwirkung im Heim – Das bedrohte Recht der Betroffenen“                                                            |